# Auto-Palace
Auto-Palace — нідерландська організація в автомобільній сфері.

## Історія
Підприємство засноване у 1907 році. Спочатку займалося продажем легкових авто марок Mercedes, Unic, Itala, Saurer і Hansa та вантажних авто марок Daimler і Saurer. Від 1908 року почало виробляти автомобілі Auto-Palace.
На початку 1920-х років відкрито філіал Rokin в Амстердамі. У 1927 році припинено співпрацю з Mercedes-Daimler. Підприємство отримало нове ім'я: NV Auto-Palace 's-Gravenhage. Розпочато імпорт ексклюзивних та дорогих марок з Німеччини: Maybach, Horch, Audi та Wanderer. Однак політична ситуація в Німеччині відобразилася на продажу імпортованих німецьких автомобілів. Через це у 1936 році розпочато імпорт марок Škoda з Чехословаччини, продажі яких значно перевищили продажі інших автомобілів. У 1937 заклад налічував 26 працівників, у 1938 їх кількість зросла до 38.
У перші роки після Другої світової війни відчувалась нестача легкових авто у Нідерландах. З довоєнного автопарку збереглося менше третини. Між 1945 та 1947 роками Auto-Palace функціонував як дилер англійських марок Standard і Triumph. У 1947 було поновлено зв'язки зі Skoda. Імпорт автомобілів Škoda був найважливішою справою на початку 1950-х. Також відбувалася співпраця з IFA. Пізніше розпочався імпорт автобусів і вантажних автомобілів зі Швейцарії та сільськогосподарських машин з Австрії.
У 1964 відкрито нові відділення. В цей час відбулися також перші контакти з японським виробником Toyo Kogyo Co. — заразMazda Motor Corporation. Підприємство суттєво зросло між 1972 та 1975 роками. Припинення імпорту автомобілів Trabant і Wartburg було компенсоване зростанням продажів автомобілів Mazda. У 1978 році до Нідерландів було ввезено 100 тисяч автомобілів Mazda.
У 1981 було відновлено співпрацю зі Škoda. У 1981 Auto-Palace презентував De Binckhorst Auto & Motor Import компанію, що функціонувала як імпортер автомобілів Trabant та Wartburg. De Binckhorst Auto & Motor Import був заснований у Форскхотені. Продажі автомобілів Škoda суттєво зросли: з поставки 3 000 у 1983 році до 5 000 у 1986. У 1996 році було продано 500 тисяч автомобілів Mazda в Нідерландах.
Згодом компанія стала частиною холдингу AutoBinck. Здійснює імпорт та розповсюдження автомобілів Hyundai, Infiniti, Jaguar, Land Rover і Mitsubishi в Нідерландах, Чехії, Словаччині, Угорщині та Словенії.